# Qeshlāq-e Shīrāzī
Qeshlāq-e Shīrāzī (persiska: قِشلاقِ شيرازی, قشلاق شیرازی) är en ort i Iran.   Den ligger i provinsen Hamadan, i den nordvästra delen av landet, 270 km sydväst om huvudstaden Teheran. Qeshlāq-e Shīrāzī ligger 2 068 meter över havet och antalet invånare är 155.
Terrängen runt Qeshlāq-e Shīrāzī är lite kuperad. Runt Qeshlāq-e Shīrāzī är det ganska tätbefolkat, med 104 invånare per kvadratkilometer. Närmaste större samhälle är Malāyer, 14,3 km sydväst om Qeshlāq-e Shīrāzī. Trakten runt Qeshlāq-e Shīrāzī består i huvudsak av gräsmarker.